# Old Navy
Old Navy er en amerikansk tøj- og detailhandelskoncern med 1.106 tøjbutikker. Den ejes af Gap Inc. 11. marts 1994 skiftede Gap Warehouse navn til Old Navy Clothing Co. og en ny brandingstrategi blev lanceret.